# Famille Lázár
Lázár de Szárhegy (szárhegyi gróf Lázár család en hongrois ; graf Lázár von Szárhegy en allemand) est le patronyme d'une ancienne famille noble hongroise originaire de Transylvanie.

## Histoire
Elle est originaire des sièges sicules de Csíkszék et de Gyergyószék et du village de Szárhegy où se situe son château historique.
Elle remonterait à Columbus Ier Lázár, ayant supposément vécu au VIIIe siècle. On parle aussi d'un Balás Ier Lázár qui aurait vécu à l'époque du roi Saint-Etienne et aurait fondé le couvent de Csíksomlyó. Egyed Lázár est cité en 1345 comme comte et capitaine de Csik.

## Membres
- comte Lázár Pál (1778-1820), époux de la comtesse Teréz Bethlen, chambellan et conseiller KuK.
- comte József Lázár (1782-1865), colonel de hussard, chambellan KuK.
- comte Benedek Lázár (1783-1837), chambellan KuK, főispán de Alsó-Fehér.
- comte György Lázár (1807–1861), capitaine KuK, il deviendra par la suite général de division dans l'armée hongroise lors de la Révolution hongroise de 1848.
- comte Lázár Móric (1817-1865), officier de la Honvéd lors de la Révolution hongroise de 1848, greffier du comté de Maros.
- comte Miklós Lázár (hu) (1819–1899), écrivain et journaliste hongrois.
- comte Kálmán Lázár (hu) (1827-1874), ornithologue, membre de l'Académie hongroise des sciences, il fut premier-lieutenant (főhadnagy) lors de la Révolution de 1848.
- comte Kálmán Lázár, membres du Parlement, colonel de la Honvéd lors de la Révolution hongroise de 1848.
- comte Jenő Lázár (1845-1900), propriétaire foncier, membre du Parlement, artiste amateur, collectionneur d'art ; une importante partie sa collection de céramiques se trouve au Musée hongrois des arts décoratifs.
- comte Árpád Lázár (1860-1942), magistrat, főispán du comté de Beszterce-Naszód. Frère de l'historien István Lázár.
- comte István Lázár (1864-1920), főispán du comté de Brassó, vice-président de l'Assemblée nationale.

## Galerie

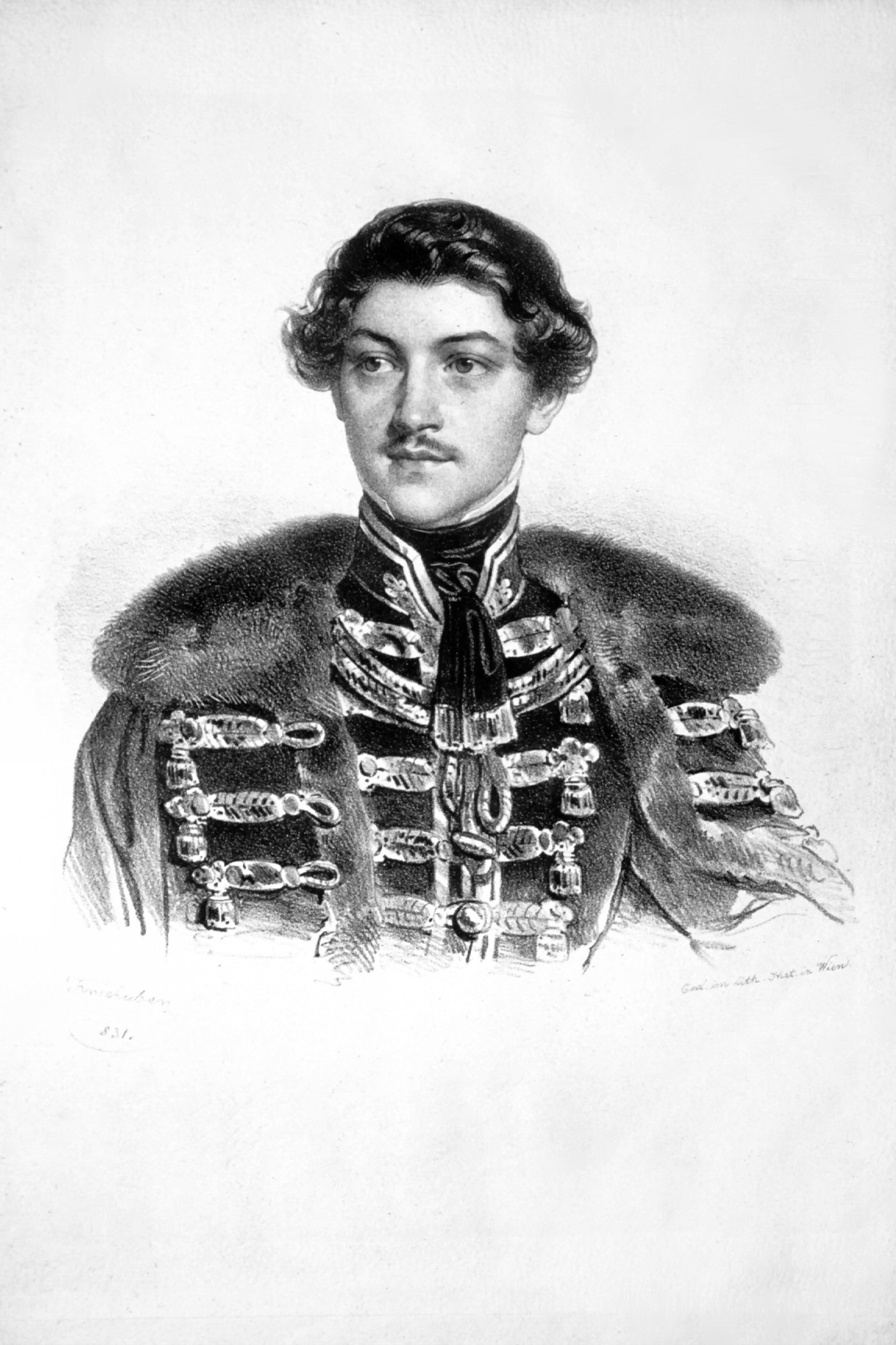
Comte Sándor Lázár (1800–1832), officier KuK
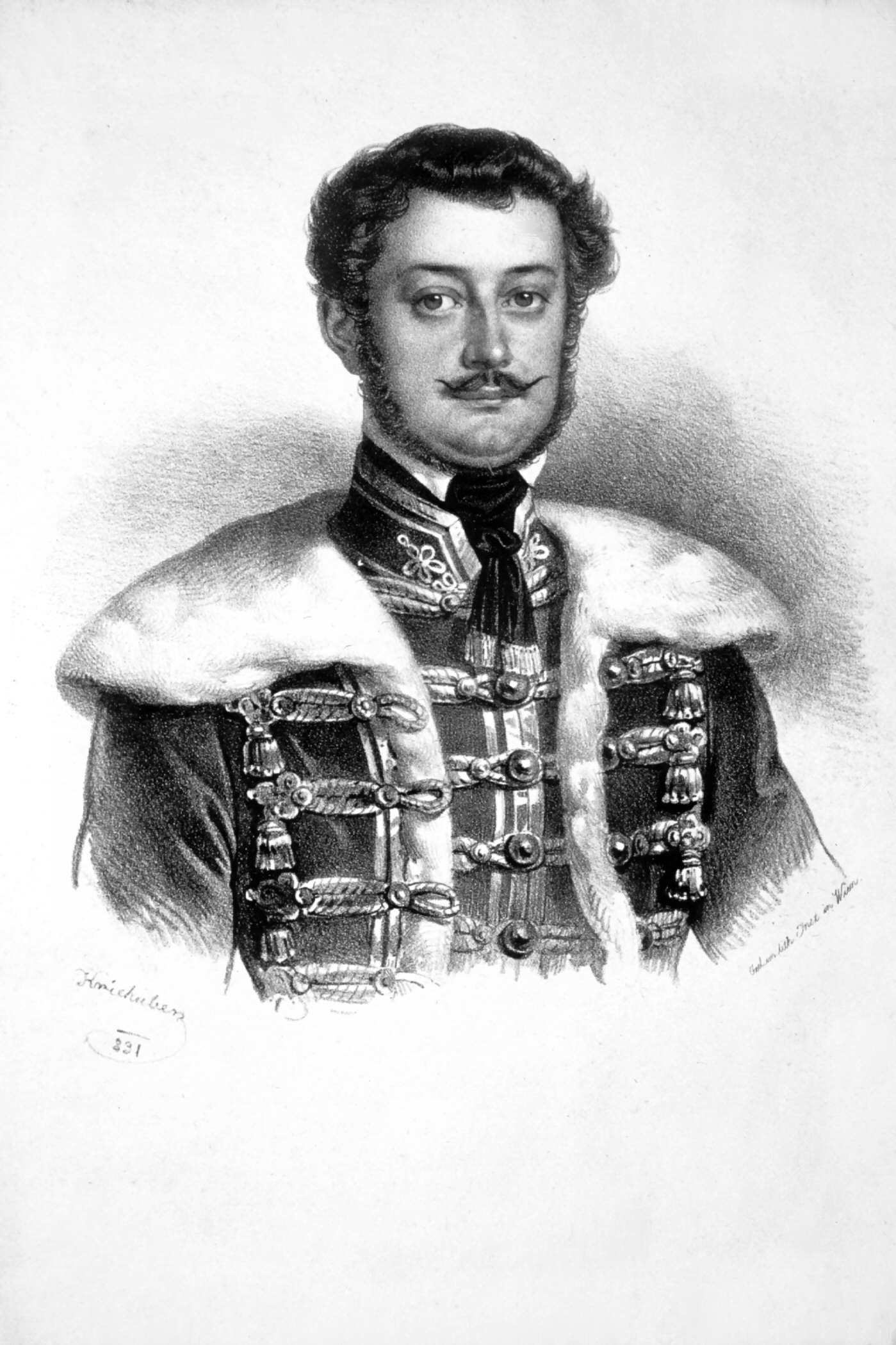
Général-comte György Lázár (1807–1861)
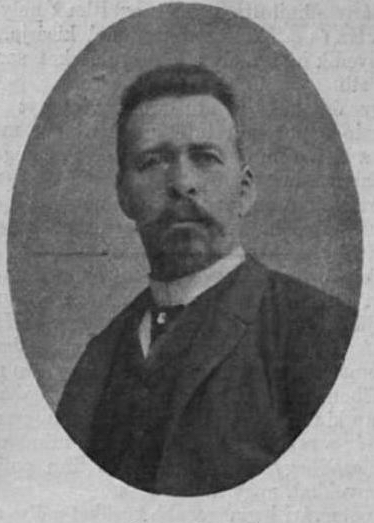
Comte Jenő Lázár
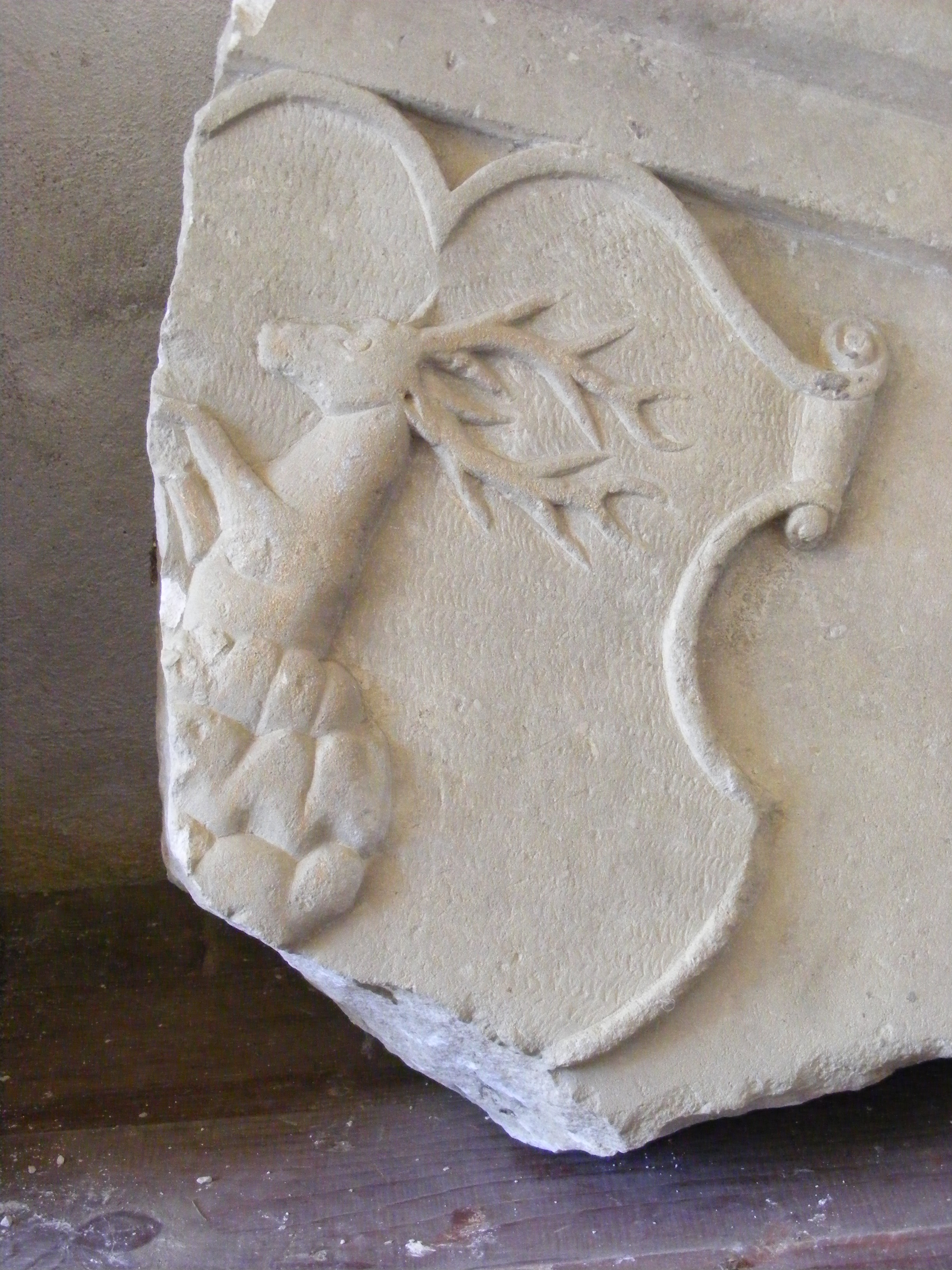
Fragment du blason sur pierre de la famille Lázár

## Sources
- Magyarország családai, Tome VII-VIII, Par Iván Nagy, Pest 1857-1868
- hu.wikibooks.org